# 炉灰柯
炉灰柯（学名：Lithocarpus cinereus）为壳斗科柯属的植物，为中国的特有植物。分布在中国大陆的广西、云南等地，生长于海拔1,000米的地区，一般生长在常绿阔叶林中，目前尚未由人工引种栽培。